# Lowri Evans
Lowri Evans ist eine britische EU-Beamtin und seit 2015 Generaldirektorin der Generaldirektion Binnenmarkt, Industrie, Unternehmertum und KMU (DG GROW) der Europäischen Union. Zuvor amtierte sie seit 2010 als Generaldirektorin der Generaldirektion Maritime Angelegenheiten und Fischerei.
Lowri Evans stammt aus Wales. Sie studierte Wirtschaftswissenschaften an der Universität Liverpool mit Abschluss als Bachelor.
Evans war von 1978 bis 1983 als Wirtschaftsprüferin tätig. Anschließend trat sie in den Dienst der Europäischen Kommission, zunächst in der Generaldirektion Finanzkontrolle. Nach mehreren Karrierestufen wurde sie 2006 stellvertretende Generaldirektorin in der Generaldirektion Wettbewerb. Seit Juli 2010 leitet sie die Generaldirektion Maritime Angelegenheiten und Fischerei.